# 安徽派
安徽派（あんきは、皖系とも）は、袁世凱の北洋軍閥の分派の1つである。主要人物としては袁世凱の武将であった段祺瑞がいる。

## 概要

### 北洋軍閥からの分派
袁世凱の存命中は結束していた北洋軍閥だが、1916年6月に袁世凱が病死して以降は徐々に政策の違いから分裂していく。その中で特に中央政界に位置して権力を保ったのが、日本の支持を得ていた段祺瑞の安徽派であった。段祺瑞は国務総理兼陸軍総長を務めていた。
当初は「グループの違い」程度のものだったが、1917年9月に孫文が広東軍政府を組織して中華民国からの独立を宣言すると、その対応で国論が二分する。段祺瑞は武力征伐を主張し、大総統代行だった直隷派の馮国璋はあくまで平和的解決を主張した。結局段祺瑞は、袁世凱死後の東北地方を纏め上げた張作霖率いる奉天派（奉系）と連合して南征を強行、さらに1918年の新国会（安福国会）での多数派工作にも成功して、馮国璋を大総統の地位から引きずり下ろした。これが原因で安徽派と直隷派の間にわだかまりが残った。

### 安直戦争
政権を掌握した安徽派は日本からの借款を通じて国力の増進に努めたが、五四運動などの反日感情の高まりと共に国内の支持率は低下していった。これを好機と見たのは直隷派である。1920年7月、直隷派はイギリス・アメリカの支援を受けて、仇敵である奉天派と連合して兵を起こす。これが安直戦争（直皖戦争）である。安徽派は段祺瑞の副将格である徐樹錚を派遣するがこれに大敗し、1920年7月19日に段祺瑞は国務総理を辞任する。
安直戦争の敗戦で段祺瑞、徐樹錚、盧永祥、段芝貴ら安徽派の主要メンバーは皆失脚し、事実上この時に安徽派は崩壊する。後にこの時の直隷派政権が崩壊すると、1924年11月23日から1926年4月20日まで一時的に段祺瑞が大総統相当職である臨時執政に就任しているが、あくまで軍閥のバランス上にあっての就任であり、すでに単独で政権を担えるだけの力は持っていなかった。

## 名前の由来
安徽派（皖系）とは、首領の段祺瑞の出身地が安徽省（皖）だったことにちなんだものである。

## 主要人物

### 軍人
段祺瑞、徐樹錚、盧永祥、段芝貴、靳雲鵬、傅良佐、倪嗣沖

### 文官
王揖唐

### 援助者
寺内正毅